# The Hell of Good Intentions
The Hell of Good Intentions, sous-titré America's Foreign Policy Elite and the Decline of U.S. Primacy (« L'enfer des bonnes intentions: l'élite de la politique étrangère américaine et le déclin de la primauté américaine »), est un livre de Stephen Walt, qui se concentre sur la politique étrangère du gouvernement américain. Selon le Belfer Center for Science and International Affairs, Walt dévoile la réalité de la politique étrangère de la Maison Blanche et soutient que les anciens présidents américains tels que Clinton, Bush et Obama, ont évité de rendre des comptes pour les échecs répétés de leurs politiques étrangères. Il soutient également que de telles erreurs de politique étrangère ont contribué à l'élection de Donald Trump à la présidence. Dans le livre, Walt offre son point de vue sur ce que devrait être la politique étrangère américaine et suggère que les politiciens américains devraient changer leur approche de la politique étrangère.

## Contenu
Dans ce livre, Stephen M. Walt, professeur d'affaires internationales à l'Université Harvard, passe en revue la politique étrangère américaine et ses résultats au cours du dernier quart de siècle. Lloyd Green, du site The Guardian écrit que Walt place le fardeau de ce qu'il prétend être le déclin des États-Unis sur sa politique étrangère, et qu'il plaide pour une "stratégie d' équilibrage offshore", en vertu de laquelle les États-Unis permettraient aux acteurs régionaux de jouer leurs propres conflits. Cette stratégie de politique étrangère est similaire à l'approche de l'ancien président Richard Nixon. L'auteur fait valoir que les États-Unis ont dépensé des milliers de milliards de dollars à l'étranger pour combattre des terroristes, tenter d'étendre la démocratie ou assurer la sécurité d'autres pays. Il estime également que ces stratégies n'ont pas atteint leur objectif,.
L'auteur présente une analyse des politiques étrangères utilisées par les administrations Clinton, Bush et Obama. Il ajoute que ces stratégies de politique étrangère ont été des échecs et que les présidents responsables ont pu éviter la responsabilité. Walt soutient que les échecs présidentiels passés ont facilité la tentative de Donald Trump de devenir président américain. L'auteur fait valoir que les politiques étrangères des États-Unis dans d'autres pays ont changé au fil du temps, passant de l'utilisation de la force militaire à l'expansion de la démocratie au maintien d'un équilibre des pouvoirs.
L'auteur présente un certain nombre de différentes stratégies potentielles de politique étrangère. Il explore certaines de ces politiques, notamment: l' équilibrage offshore, qui appelle les États-Unis à concentrer leurs capacités offshore sur l' Europe, le golfe Persique et Asie de l'Est, en utilisant des puissances régionales privilégiées pour contrôler la montée en puissance de puissances potentiellement hostiles; et la doctrine Nixon, une position exposée par l'ancien président Nixon, que chaque crise ne justifie pas les troupes américaines et la puissance de feu, et que la participation américaine peut engendrer du ressentiment et un retour de flamme dans la société américaine. Walt déclare à ses lecteurs la folie des grandes ambitions et dit que "faire quelque chose" peut être bien plus coûteux que regarder et attendre. Enfin, Walt propose sa propre stratégie de politique étrangère. Il plaide pour l'équilibrage offshore, le retour à la diplomatie et la priorité à la paix.